# Sam Hargrave
Samuel Ambler Hargrave (Hillsborough, 26 novembre 1982) è un regista, attore e stuntman statunitense.

## Biografia
È noto soprattutto per le sue collaborazioni con Anthony e Joe Russo come coordinatore degli stuntman in diversi film del Marvel Cinematic Universe.

## Filmografia parziale

### Attore

#### Cinema
- Atomica bionda (Atomic Blonde), regia di David Leitch (2017)
- Birds of Prey e la fantasmagorica rinascita di Harley Quinn (Birds of Prey: And the Fantabulous Emancipation of One Harley Quinn), regia di Cathy Yan (2020)
- Tyler Rake (Extraction), regia di Sam Hargrave (2020)

#### Televisione
- Regina del Sud (Queen of the South) - serie TV, episodio 5x06 (2021)
- MacGyver - serie TV, episodio 5x06 (2021)

### Regista

#### Cortometraggi
- Reign (2007)
- Seven Layer Dip (2010)
- Love and Vigilance (2012)
- Game Changer (2013)
- The Shoot (2019)

#### Lungometraggi
- Tyler Rake (Extraction) (2020)
- Tyler Rake 2 (Extraction 2) (2023)

## Doppiatori italiani
Nelle versioni in italiano delle opere in cui ha recitato, Sam Hargrave è stato doppiato da:
- Gianfranco Miranda in Atomica bionda
- Stefano Miceli in Regina del Sud